# Estadio Emil Alexandrescu
El Stadionul Emil Alexandrescu es un estadio multiusos de la ciudad de Iaşi, Rumania. El estadio tiene una capacidad para 11.390 espectadores sentados y sirve, principalmente, para la práctica del fútbol. En el estadio disputa actualmente sus partidos como local el CSMS Iaşi, aunque en el pasado también lo hizo el ya extinto FC Politehnica Iaşi durante 50 años.
El nombre del estadio se debe al exjugador del Politehnica Iaşi y alcalde de la ciudad, Emil Alexandrescu, fallecido en 1991. El estadio tenía una capacidad original de 12 500 espectadores, pero tras la remodelación de 2004 y la instalación de asientos de plástico, el aforo se ha visto reducido a 11 390 espectadores. En 2010 el estadio acogió la final de la Copa de Rumania entre el FC Vaslui y el CFR Cluj, ganada por este último en los penaltis.